# Vestax

Vestax Corporation

Vestax Corporation ( ベスタクス株式会社 ) était une entreprise japonaise d'instruments de musique, de platines et d'équipement audio fondée par Hidesato Shiino en 1977 qui a commencé par concevoir et fabriquer des guitares électroniques. Dans les années 1980, Vestax a produit des enregistreurs multipistes et s'est ensuite tourné vers la fabrication de consoles de mixage DJ, de platines professionnelles, de lecteurs de disques compacts et de processeurs de signaux.

## Historique
Dans les années 80, Vestax introduit sur le marché une série d'enregistreurs multipistes pour concurrencer les produits déjà bien installés de Fostex, Yamaha et Tascam.
À la fin des années 1990, Vestax s'est lancé sur le marché des platines vinyle professionnelles, avec les modèles PDX destinés (de par leurs caractéristiques et leur prix) à entrer en concurrence directe avec la reine des platines, la Technics 1200/1210 MK2. Mais malgré les efforts de la marque, aucun modèle n'arrivera à la détrôner commercialement, bien que les platines Vestax soient plus performantes que les Technics sl 1200 en tout points.
(notamment les Pdx D3 et d3s, pdx A1 mk2, A2 mk2 et pdx 2000, 2300, 3000)
Par la suite, alors que la création musicale a pris le tournant numérique, Vestax est devenue une marque reconnue pour ses produits innovants comme ses traitements de son, tables de mixage DJ et autres platines CD et vinyle professionnelles.
En concentrant ses efforts pour répondre à la demande des discothèques et des DJ, Vestax est devenue la marque attitrée de tables de mixage pour de nombreux DJ de renommée internationale comme Jeff Mills, Carl Cox, Qbert, et Cut Chemist entre autres...
Vestax a été la première marque à proposer un graveur de disques vinyle « grand public », le VRX-2000, mais son prix prohibitif (entre 12 000 et 15 000 euros + le vinyle vierge à 20 euros) ajouté au développement du MP3 (et dans son sillage les « Final scratch » et autres « Serato ») le feront retirer de la vente à la fin des années 2000.
À la fin des années 2000, Vestax a introduit toute une gamme de contrôleurs USB (VCM 100, VCI 300) associée à des logiciels de mixage.

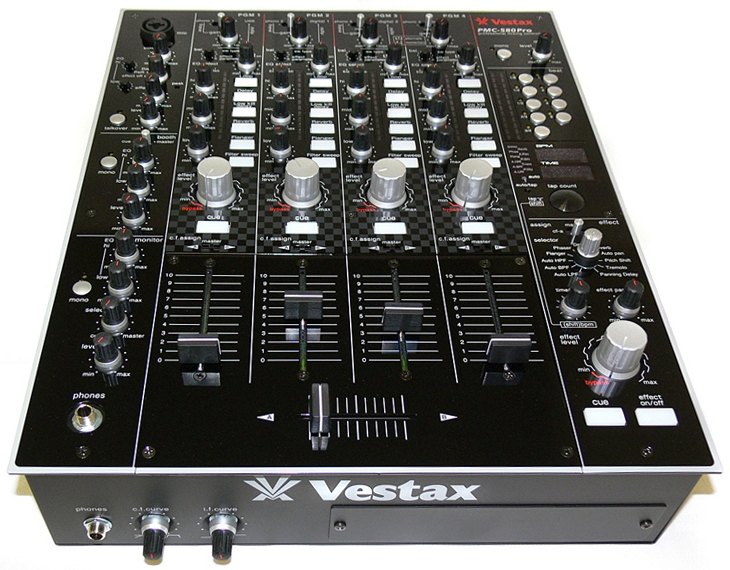

Malheureusement contraint par de gros problèmes financiers à la suite de mauvais choix stratégique, Vestax met la clé sous la porte fin 2014 par banqueroute.